# 失蹤的中後衛探案
《失蹤的中後衞探案》是柯南·道爾所著的福爾摩斯探案的56個短篇故事之一，收錄於《福爾摩斯歸來記》。

## 故事簡介
劍橋大學的橄欖球教練「西里爾·奧佛頓」前來找福爾摩斯，指球隊的領魂人物中後衞「哥德弗雷·史陶頓」在比賽前突然失蹤了，希望福爾摩斯可以幫忙尋回。教練表示，該名中後衞收到一份電報後，就離開酒店沒有再歸來。福爾摩斯使計在電報局查到了中後衞電報往來的地址，便出發前往。在該地址中，他們只找到一名叫「萊斯利·阿姆斯壯」的醫生，但這名醫生不肯透露半點風聲。最終他們都找到了該中後衞和他垂死的妻子。